# Elna Tenow
Elna Lovisa Johanna Tenow, född Ros den 10 maj 1862 i Leksand i Dalarna, död 18 december 1944 i Uppsala, var en svensk författare, djurvän och feminist. Hon använde pseudonymerna Elsa Törne och Guido.

## Biografi
Elna Tenow var fosterdotter till poststationsföreståndaren Johannes Fredrik Ros och Sara Elisabet (Elsie) Lundbergsson. Efter skolgång vid Västerås högre elementarläroverk för flickor 1873–1878 arbetade hon under några år som lärare. Sedan begav hon sig till Köpenhamn, där hon arbetade som journalist och översättare. Hon gifte sig 1887 med juristen och ämbetsmannen Christian Leonard Tenow. De skilde sig 1919.
Tenow debuterade i bokform 1887 under pseudonymen Guido med den feministiska novellsamlingen Brokigt. Hon var en flitig medarbetare i pressen och gav ut skrifter i sociala och humanitära ämnen och arbetade även som översättare.  Hon var liksom maken en känd djurskyddsvän och verksam inom Nordiska samfundet, där hon var styrelseledamot 1903–1912 och vars tidskrift hon redigerade under flera år. Hon blev hedersmedlem av flera svenska och utländska djurskyddsföreningar och fick flera djurskyddsmedaljer.
Åren 1895–1897 var hon redaktör för tidskriften Fylgia och hon medarbetade regelbundet i tidskriften Idun från 1889.

## Gärning
Elna Tenows bärande idé i böcker som Solidar och Kärlek och lycka var att ett starkt land fordrade starka familjer med välordnade hem. Orvar Löfgren nämner henne i samma stycke som de familjeidyller som iscensattes av Carl Larsson och Elsa Beskow och beskriver henne som "en av de ivrigaste missionärerna" när det gällde att förmedla bilden av den svenska kärnfamiljen och det borgerliga hemmet från borgarklassen till arbetarklassen.

### Redaktörskap
- Fylgia: tidskrift för hygienisk sjelfhjelp i hemmen. Stockholm. 1895-1897. Libris 2843095